# Dácil González
Josefa Dácil González Ruiz, conocida como Dácil González (Las Palmas de Gran Canaria, 1976) es una bailarina y coreógrafa española. Es Premio Nacional de Danza 2019 en la categoría de Interpretación.

## Trayectoria
Comenzó la carrera de baile clásico con Julián Brandon y María Eulate mientras estudiaba bachillerato en Las Palmas de Gran Canaria y cuando terminó, continuó en Madrid con estudios superiores de Danza en la modalidad de Coreografía y Técnicas de Interpretación. También inició la carrera de Psicología en la Universidad Nacional de Educación a Distancia (UNED).
Gran parte de su trayectoria la ha realizado formando parte de compañías como 10&10 danza, dirigida por Mónica Runde y Pedro Berdäyes, donde trabajó desde 1998, La Piel Danza, dirigida por José Reches, Larumbe Danza, Els Visitants Compañía de Teatre o la Compañía Arrieritos. En 2008, comenzó a colaborar con el bailarín y creador Daniel Abreu con el que ha participado en espectáculos como Equilibrio (2010), Animal (2011), Silencio (2013), Venere (2015), La desnudez (2017) o El Arco (2022).
Fuera de España, ha trabajado en el Staatstheater Darmstadt bajo la dirección de Mei Hong Lin. Ha participado en óperas, teatro y televisión y en las películas El otro lado de la cama, con coreografía de Pedro Berdäyes y Pasos de baile, dirigida por John Malkovich.
En su actividad como coreógrafa destacan Solo de momento, A mí no me gusta hablar,  el dúo Cuando digo una palabra, junto a Gustavo Martín, una colaboración con la compañía Maltrago Teatro para el espectáculo La niña sin muelas y el montaje It, creado junto a Gustavo Martín y Jesús Caramés con la agrupación que fundaron y codirigen desde 2009, LA. Otra Compañía Danza.
En 2023, presentó junto a la también bailarina y coreógrafa canaria Carmen Fumero, el espectáculo Mutable, en el que comparten escenario con la cantante y compositora Aurora Arteaga.
Por otro lado, es asistente de dirección de LAVA, proyecto de Auditorio de Tenerife en forma de compañía que dirige Abreu. También ha trabajado para este auditorio en el ámbito de la producción como jefa y como coordinadora en montajes de la Ópera de Tenerife (programa lírico del auditorio), entre los que cabe destacar El Gato Montés (2019), Lucrezia Borgia (2020) o Florencia en el Amazonas (2022), ópera programada por vez primera en España y que abrió la puerta a las composiciones latinoamericanas en este proyecto tinerfeño. En la temporada 2021/22, González formó parte del equipo artístico del auditorio.
En su faceta de gestora cultural, ha desarrollado programas de visibilización de la danza como Bailando Canarias (2020), compuesto por seis audiovisuales realizados por el videocreador Sergo Méndez, interpretados por los bailarines canarios Teresa Lorenzo, Cris Marín, Juan Manzano, Jacob Hernández, Anna Villacampa y Daniel Abreu y grabados en distintos lugares de las Islas Canarias.

## Reconocimientos
En 2019 obtuvo el Premio Nacional de Danza en la modalidad de Interpretación, que ofrece cada año el Ministerio de Cultura del Gobierno de España, dotado con 30.000 euros. El jurado argumentó el impecable nexo entre la técnica, la emoción y la capacidad comunicativa de González en los más de veinte años que lleva, con solidez y constancia, como profesional de la danza y destacó especialmente especialmente su interpretación en La desnudez, además de considerar su trayectoria casi como un reflejo de la historia de la danza contemporánea hecha en España.